# Autómata
Autómata és una pel·lícula de ciència-ficció protagonitzada per Antonio Banderas; dirigida per Gabe Ibáñez i coescrita per Ibáñez amb Igor Legarreta i Javier Sánchez Donate. Juntament amb Banderas els altres protagonistes són Birgitte Hjort Sørensen, Melanie Griffith, Dylan McDermott, Robert Forster i Tim McInnerny. S'ha doblat i subtitulat al català.

## Argument
En 2044, les erupcions solars han fet radioactiva la superfície de la Terra i delmat la població humana. Els supervivents han construït robots, anomenats "pelegrins", per a ajudar-los a reconstruir el camp en ambients hostils. Aquests robots tenen dos protocols inalterables: han de preservar la vida, i no poden modificar-se a si mateixos. Originalment vists com la salvació de la humanitat, es venerava als robots. No obstant això, quan no van poder detenir l'avanç de la desertificació van ser relegats a la mà d'obra i la servitud domèstica.
Jacq és un agent d'assegurances de la ROC (Robot Organic Century), la companyia que fabrica els robots. Un dia investiga un informe de Wallace, un policia que li va disparar a un robot, que afirma que aquest s'estava modificant a si mateix i que es "veia amb vida". Jacq descobreix que el robot havia amagat alguns components electrònics robats, incloent-hi una rara bateria nuclear en miniatura que pot alimentar un robot indefinidament, amb el que es tornaria independent de la xarxa elèctrica.
L'endemà Jacq segueix un robot insurgent que estava robant components. Quan el troba amagat fora de les muralles de la ciutat, el robot es cala foc en un intent d'autodestruir-se. Jacq rescata al robot cremat i el porta de tornada a la ciutat, on és examinat en un laboratori. Jacq especula amb el seu amic i cap, Robert que pot haver-hi un rellotger, una espècie de mecànic, algú que modifica il·legalment robots que d'alguna manera van aconseguir alterar el segon protocol. Jacq fa un tracte amb Robert: si Jacq pot trobar a la persona responsable de l'alteració del protocol, Robert el transferirà a una ciutat a la costa, perquè Jacq tem que aquesta ciutat és massa perillosa per a la seva esposa i filla per néixer. Jacq té records de la infància de l'oceà abans que s'assequés i el seu somni és tornar a veure'l.
Jacq comparteix el seu pla amb Wallace, qui el porta a una dona al gueto que és propietària d'un robot prostituta, anomenada Cleo, capaç també de causar dolor per a produir plaer, si se li demana. Quan la propietària del robot es nega a revelar el nom del mecànic a Jacq i Wallace, Wallace enfureix i danya Cleo. Wallace li diu a Jacq que ha d'esperar que la propietària de Cleo la porti a reparar per a poder seguir-la i així trobar al mecànic.
Jacq segueix a Cleo fins a una especialista en robots anomenada Dra. Dupre, però Dupre diu que ella no sap qui va alterar el protocol, cosa que se suposa que és impossible sense destruir el bionucli del robot. Jacq dona a Dupre el mòdul que conté el nucli del robot cremat, i li diu que li donarà la bateria nuclear si ella troba la informació que està buscant. L'endemà, Dupre flama Jacq per a informar-lo que va instal·lar en Cleo un híbrid entre el nucli avariat i un nucli estàndard; i que, com a resultat, Cleo havia començat a reparar-se a si mateixa. Jacq envia un missatge a Robert sobre aquest tema, però la ROC intercepta el missatge i envia un equip d'homes i nens soldats. Maten a Dupre, però Jacq és capaç de fugir del taller i saltar en un cotxe que Cleo està usant per a escapar. Condueixen fora de la ciutat, però els persegueixen dos sequaços de la ROC. Durant la persecució es troben amb una àrea fortificada; col·lideixen i el seu vehicle esclata en flames, mentre el cotxe de Jacq i Cleo volteja.
Jacq es desperta l'endemà al matí al desert amb Cleo i tres robots desconeguts. No obeeixen les seves ordres que el portin a la ciutat, però el primer protocol fa que el portin amb ells al seu camí, per a salvar-lo de la fam i deshidratació. Jacq se les arregla per a enviar en secret un missatge de text amb la seva ubicació aproximada a Robert. Sabent del perill que corre Jacq, Robert demana a Wallace que recuperi Jacq a canvi d'esborrar l'historial de Wallace, ja que sabia que era investigat per consum de drogues durant el servei. Robert no sap que Wallace pretén extorquir Jacq per la meitat del valor de la bateria nuclear, i quan Wallace troba Jacq, es produeix una confrontació física. Els robots, incapaços de fer mal a Wallace encara que aquest pretengui danyar a Jacq, entren en confusió quan Wallace amenaça Jacq amb una arma. Dos robots consecutivament fan un pas davant de la pistola per a evitar que Wallace mat a Jacq, i tots dos són destruïts. Quan Cleo es posa davant de la pistola, Jacq dispara una pistola de bengales a l'estómac de Wallace, matant-lo i causant que el seu company fugi amb el seu vehicle. Informada del fracàs, la ROC ordena a un altre equip de sicaris que mati Jacq i destrueixi els robots restants.
Els robots porten a Jacq fins a una estació de telefèric a la vora d'un canó, on Jacq es troba amb el robot que va alterar als altres i que va ser el primer del seu tipus. Després d'una xerrada filosòfica amb ell, en la que Jacq expressa incertesa en els seus records de l'oceà i de la seva pròpia supervivència, el robot li diu que és l'evolució, que cap espècie pot durar per sempre i que els robots porten amb ells part de la humanitat, ja que van ser creats pels humans. Li lliura la bateria nuclear que els robots necessiten. L'usen per a construir un robot amb forma d'insecte que es mou amb la gràcia intel·ligent d'un ésser viu. Les forces de la ROC rastregen a Jacq. Incapaç de trobar-li, segresten l'esposa de Jacq i la filla nounada de tots dos. Robert, en desacord amb la intenció d'utilitzar l'esposa i la filla de Jacq com a ostatges, amenaça als sicaris amb una pistola que havia pres del cadàver de Wallace, dispara una vegada i rep un tir, després de la qual cosa el deixen perquè mori. Al matí, els robots reparen un camió perquè Jacq pugui tornar a la ciutat. En el camí, Jacq descobreix a Robert moribund, s'assabenta que la seva família està en perill, i decideix tornar al telefèric. Mentrestant, els sequaços arriben a l'estació. Destrueixen dos robots i danyen Cleo. Quan Jacq arriba, estrella el camió en una pila de barrils, matant dos membres del ROC. Dispara a un, però és acorralat pel restant. Quan aquest està a punt de rematar Jacq, el robot-insecte salta i l'empeny fora de la cornisa sobre el canó. L'home s'aferra a algunes barres de reforç que sobresurten, però es deixa anar i cau al buit. Jacq, davant la por al robot, l'apunta per destruir-lo, però en escoltar el plor de la seva recent filla desisteix i el robot no l'amenaça, Cleo s'acosta i li dona les gràcies.
Cleo i el robot creat pels altres robots pugen al telefèric i són traslladats a l'altre costat del barranc, on la zona radioactiva els mantindran a resguard dels humans per a desenvolupar la seva vida.

## Repartiment
- Antonio Banderas com Jacq Vaucan.
- Birgitte Hjort Sørensen com Rachel.
- Melanie Griffith com Dr. Dupre
- Dylan McDermott com Wallace.
- Robert Forster com Robert Bold.
- Tim McInnerny com Vernon Conway.
- Andy Nyman com Ellis.
- David Ryall com Dominic Hawk.
- Javier Bardem com Blue Robot
- Andrew Tiernan com Mànager.
- Christa Campbell com Tech.
- Bashar Rahal com Doctor.

## Producció
La pel·lícula es va filmar a Nu Boyana Film Studios de Sofia (Bulgària).
La música inclou obres de Händel («Arrival of the Queen of Sheba» i «Royal Fireworks») i Charles Trenet («La mer»).

## Nominacions
XXIX Premis Goya
| Categoria                 | Persona            | Resultat |
| ------------------------- | ------------------ | -------- |
| Millor vestuari           | Armaveni Stoyanova | Nominada |
| Millor fotografia         | Alejandro Martínez | Nominat  |
| Millor direcció artística | Patrick Salvador   | Nominat  |
| Millor so                 | Javier Gutiérrez   | Nominat  |

Festival Internacional de Cinema de Sant Sebastià
| Categoria      | Persona | Resultat |
| -------------- | ------- | -------- |
| Conquilla d'Or |         | Nominada |